# Carlo Durando
Carlo Durando (* 28. Februar 1887 in Turin; † 23. März 1969 in Pradleves) war ein italienischer Radrennfahrer.

## Sportliche Laufbahn
Durando war im Straßenradsport aktiv. Von 1912 bis 1919 war er Unabhängiger und Berufsfahrer. 1910 gewann er das Eintagesrennen Coppa del Re, 1912 Milano–Modena. Zweiter wurde er 1911 bei Milano–Modena, 1911 und 1913 bei Mailand–Turin. Dritter wurde er in der Lombardei-Rundfahrt 1911, im Giro dell’Emilia 1911, 1913 und 1914.
Den Giro d’Italia fuhr er dreimal. 1914 wurde er 6., 1911 und 1912 kam er nicht ins Ziel.